# Arçon (Côte-d'Or)
Pour les articles homonymes, voir Arçon.
Arçon est une localité de Belleneuve et une ancienne commune française, située dans le département de la Côte-d'Or et la région Bourgogne-Franche-Comté. La commune a disparu officiellement le 1er février 1965 à la suite de la fusion avec sa voisine Belleneuve.

## Géographie
La commune avait une superficie de 4,44 km2.

## Histoire
Par arrêté préfectoral du 26 janvier 1965, la commune d'Arçon est rattachée le 1er février 1965 à la commune voisine de Belleneuve.

## Administration
| Période                                  | Période | Identité | Étiquette | Qualité |
| ---------------------------------------- | ------- | -------- | --------- | ------- |
|                                          |         |          |           |         |
| Les données manquantes sont à compléter. |         |          |           |         |

## Démographie
| 1793 | 1800 | 1806 | 1821 | 1831 | 1836 | 1841 | 1846 | 1851 |
| ---- | ---- | ---- | ---- | ---- | ---- | ---- | ---- | ---- |
| -    | 64   | 78   | 84   | 83   | 89   | 98   | 92   | 96   |

| 1856 | 1861 | 1866 | 1872 | 1876 | 1881 | 1886 | 1891 | 1896 |
| ---- | ---- | ---- | ---- | ---- | ---- | ---- | ---- | ---- |
| 98   | 93   | 104  | 106  | 103  | 84   | 94   | 101  | 104  |

| 1901 | 1906 | 1911 | 1921 | 1926 | 1931 | 1936 | 1946 | 1954 |
| ---- | ---- | ---- | ---- | ---- | ---- | ---- | ---- | ---- |
| 95   | 87   | 85   | 68   | 69   | 75   | 75   | 63   | 53   |

| 1962 | - | - | - | - | - | - | - | - |
| ---- | - | - | - | - | - | - | - | - |
| 51   | - | - | - | - | - | - | - | - |

Histogramme

(élaboration graphique par Wikipédia)